# Линднер, Славомир
Славомир Линднер (пол. Sławomir Lindner; 8 мая 1913, Коло, Царство Польское, Российская империя  — 18 марта 1982, Варшава) — польский актёр театра и кино, театральный режиссёр
 и педагог.

## Биография
Кадровый офицер. Участник Второй мировой войны. Принимал участие в обороне польского побережья (1939). После оккупации Польши находился в немецком лагере для военнопленных в г. Вольденберг (ныне Добегнев). Участвовал в театральной самодеятельности заключённых.
После окончания в 1947 году драматической школы, выступал на сцене многих театров, в том числе Новый театр (с 1949), Новый Варшавский театр (с 1950), Театр народной музыки (1951/1952), Театр Сирена (1952—1954), Театр музыкальной комедии (1954—1955), Варшавская оперетта (1955—1956), Театр Польский (1962—1966), Классический театр (1966—1972), Театр-студия (1972—1973) и Народный театр (1973—1978).
Был актёром, помощником режиссёра, художественным руководителем, танцевальным хореографом, инструктором по фехтованию и инструктором по боевому искусству. В 1960 году — консультант по фехтованию и верховой езде при съёмках фильма «Крестоносцы» .
В 1978 году он вышел на пенсию. Автор книги воспоминаний «Ale serce boli. Wspomnienia starego kadeta» (1983).
Похоронен на Лютеранском кладбище Варшавы.

## Избранная фильмография
- 1982 — Баллы за происхождение / Punkty za pochodzenie — преподаватель театральной школы
- 1976 — Доложи, 07 / 07 zglos sie — дедушка Йольки Хельштыньской
- 1976 — Удивительное проишествие / Dziwny wypadek — 3-я серия
- 1974 — Лукаш / Łukasz — Майор, дедушка Лукаша
- 1974-1975 — Карино / Karino (ТВ-сериал)
- 1973 — Майор Хубаль / Hubal — Михал Токажевский-Карашевич (генерал «Торвид»)
- 1972 — Дорога в лунном свете / Droga w świetle księżyca
- 1971 — Агент № 1 / Agent nr 1 — эпизод (нет в титрах)
- 1966 — Давай любить сиренки / Kochajmy syrenki — инспектор из Болеславца
- 1966 — Барьер / Bariera — мужчина, размахивающий саблей в ресторане (нет в титрах)
- 1966 — Ад и рай / Piekło i niebo — грешник в старом аду (нет в титрах)
- 1965 — Рукопись, найденная в Сарагосе / Rekopis znaleziony w Saragossie — отец ван Вордена
- 1964 — Барбара и Ян / Barbara i Jan (ТВ) — крупье в нелегальном казино